# تقویت‌کننده (موسیقی)

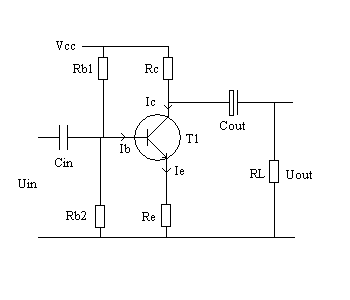
یک مدار ساده تقویت‌کننده

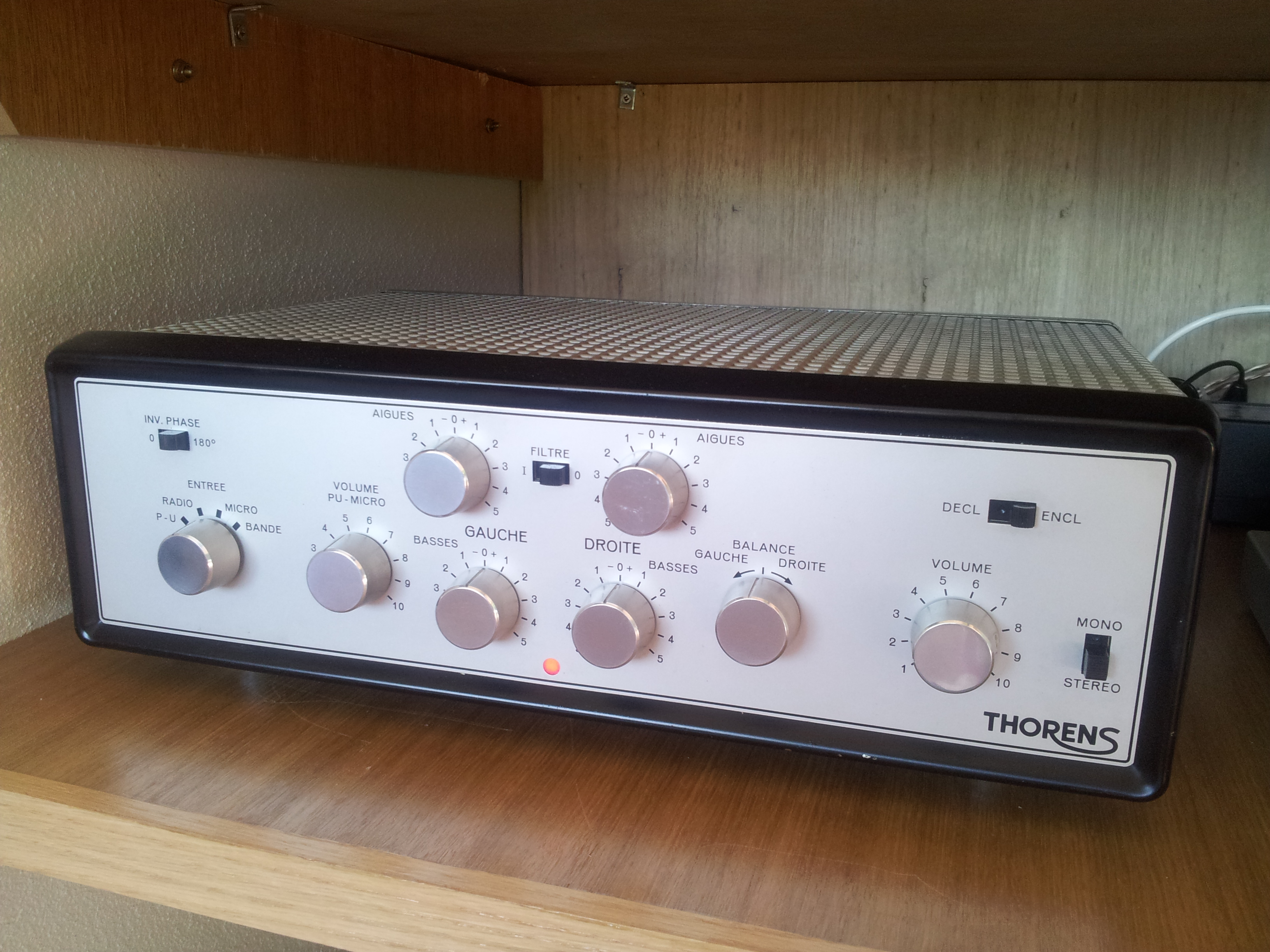
یک دستگاه تقویت کننده صدای حرفه‌ای

تقویت‌کننده یا اَمپلی‌فایر (به انگلیسی: Amplifier) در سیستم‌های الکتریکی نقش تقویت سیگنال‌های الکترونیکی را به عهده دارد، یک اَمپلی‌فایر بیشتر برای تقویت سیگنال‌های صوتی استفاده می‌شود.
اَمپلی‌فایر یا تقویت کننده‌های الکترونیکی در موسیقی برای تقویت صدای سازهای پیکاپ داری مانند گیتار الکتریک، گیتار باس، ویولون و ... استفاده می‌شود.

## عملکرد دستگاه
اَمپلی‌فایرها در به‌طور عمده دارای دو مدار الکتریکی به نام دریافت سیگنال صدا (Pre Amp) و تقویت کنندهٔ صدا (Power Amp) هستند. از مهم‌ترین قطعاتی که در کیفیت صدای یک امپ بسیار مهم است وجود یک لامپ خلأ می‌باشد. در گذشته در تمامی اَمپلی‌فایرها از لامپ خلأ استفاده می‌شد اما با گذشت زمان و روی کار آمدن ترانزیستورها، جایگزین مناسبی برای لامپ‌های خلأ به میدان آمد که از لحاظ هزینه بسیار کمتر از لامپ‌های خلأ بود.
برخلاف تصور، اَمپلی‌فایر ترانزیستوری به مراتب بهتر و راحت‌تر از یک امپ لامپی قابلیت درایو اسپیکرهای متنوع را دارد.
اَمپلی فایر لامپی در این مورد با مشکلاتی روبرو هست. برای گرفتن صدای در خور از یک اَمپلی‌فایر لامپی خوب باید اسپیکر مناسب آن تهیه شود.
اَمپلی‌فایرها به چهار صورت مونو، دو کانال، ۴ کانال یا ۶ کانال طراحی می‌شوند همچنین بر اساس طراحی انها کلاس های متعدد از جمله کلاس های A,AB,D,H دسته بندی می شوند.

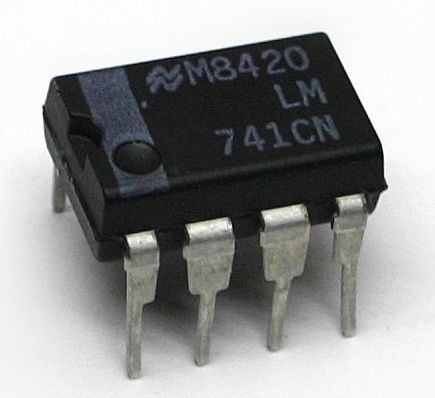
اپ امپ ۷۴۱
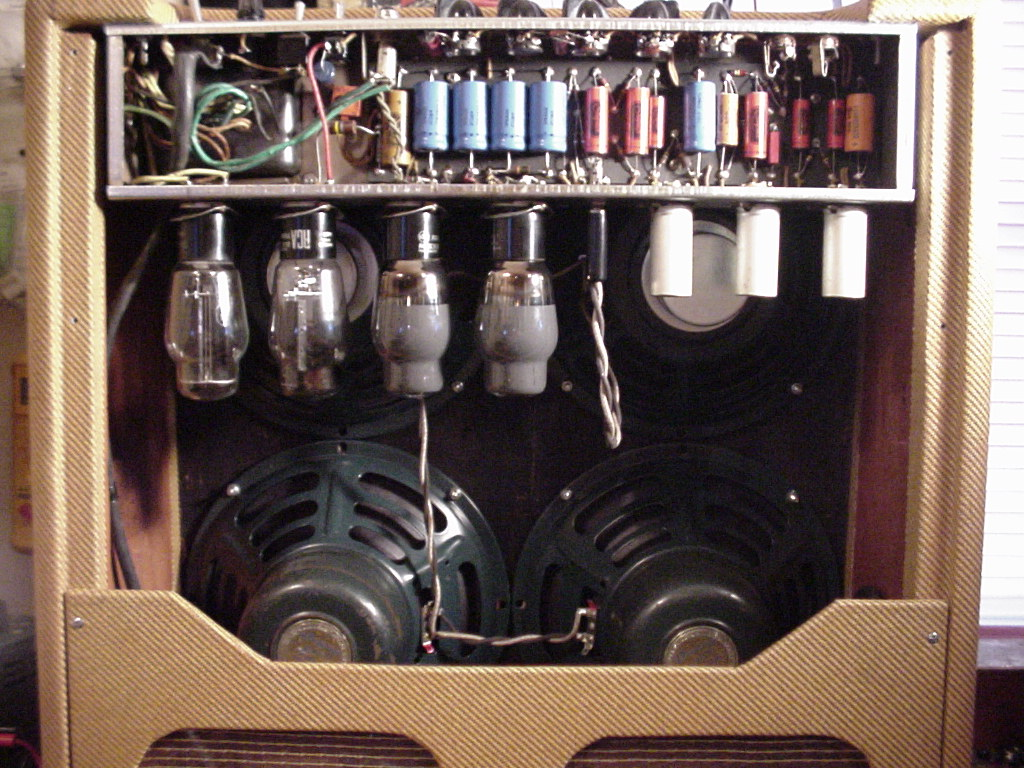
اَمپلی ساخت ۱۹۵۵
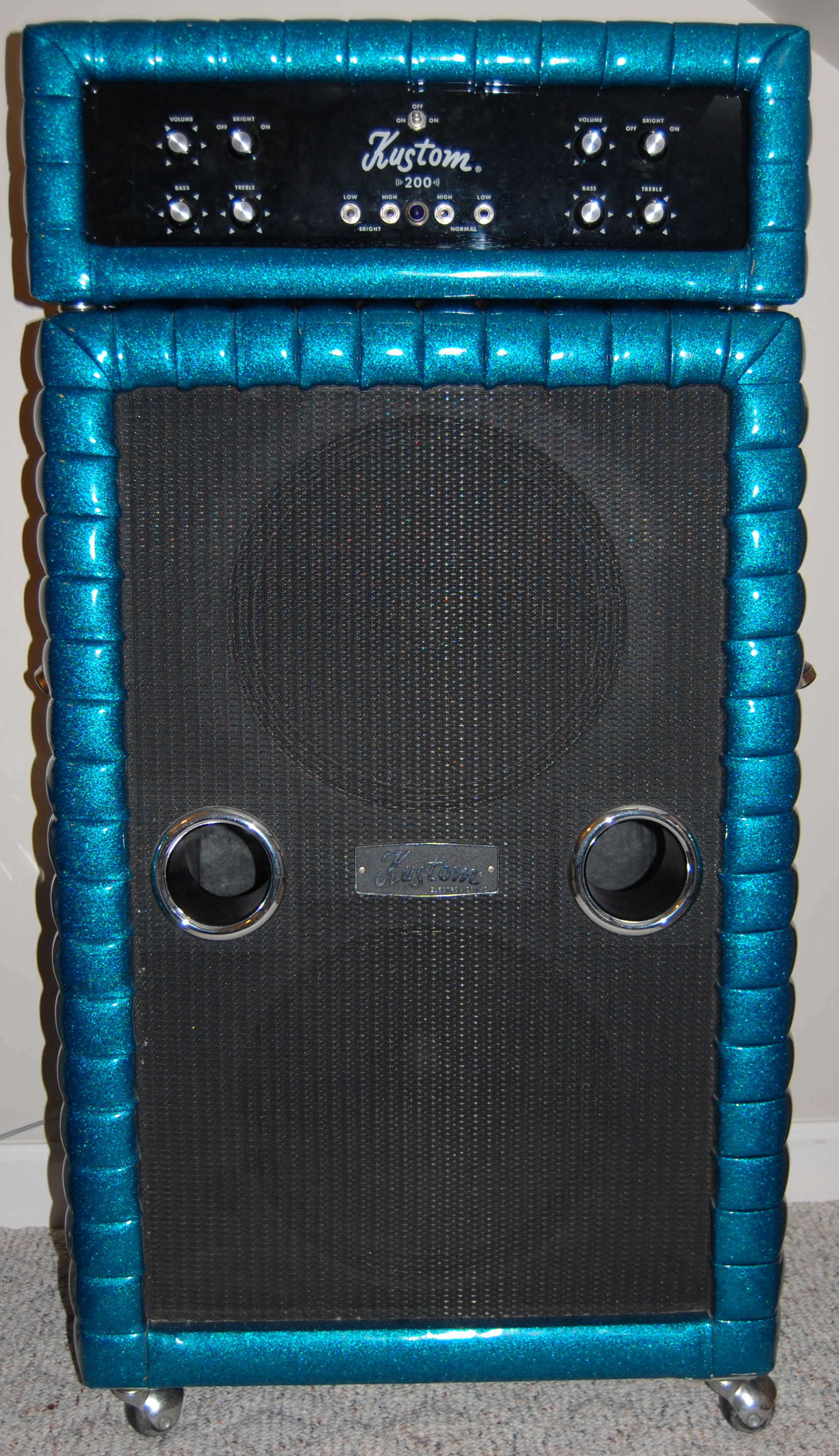
یک امپ گیتار باس
یک تقویت‌کننده استریو